# Постачання БпЛА в Україну під час російського вторгнення
У таблицях позначена техніка згідно інформації яка є у відкритих джерелах під час російського вторгнення в Україну.
Станом на червень 2024 року, в Україну відбулося або триває постачання такої кількості БпЛА (мінімальна оцінка):
У переліку не вказані комерційні малі БпЛА (щонайменше 185 000 станом на червень 2024 року).

## Загальна кількість БпЛА
| тип                                | отримано   | трофеї | всього     |
| ---------------------------------- | ---------- | ------ | ---------- |
| загалом БпЛА                       | 6200/6800+ | 82     | 6200/6800+ |
|                                    |            |        |            |
| багатоцільовий/розвідувальний БпЛА | 3100/3700+ | 79     | 3100/3700+ |
| баражуючий боєприпас               | 3050+      | 3      | 3050+      |
| ударний БпЛА                       | 58+        | —      | 58+        |
|                                    |            |        |            |
| Phoenix Ghost                      | 1500+      | —      | 1500+      |
| Switchblade                        | 700+       | —      | 700+       |
| Autel EVO                          | 350        | —      | 350        |
| DefendTex D40                      | 300        | —      | 300        |
| Warmate                            | 108+       | —      | 108+       |
| Quantix Recon UAS                  | 100        | —      | 100        |
| Bayraktar TB2                      | 58+        | —      | 58+        |
| Орлан-10                           | —          | 51     | 51         |

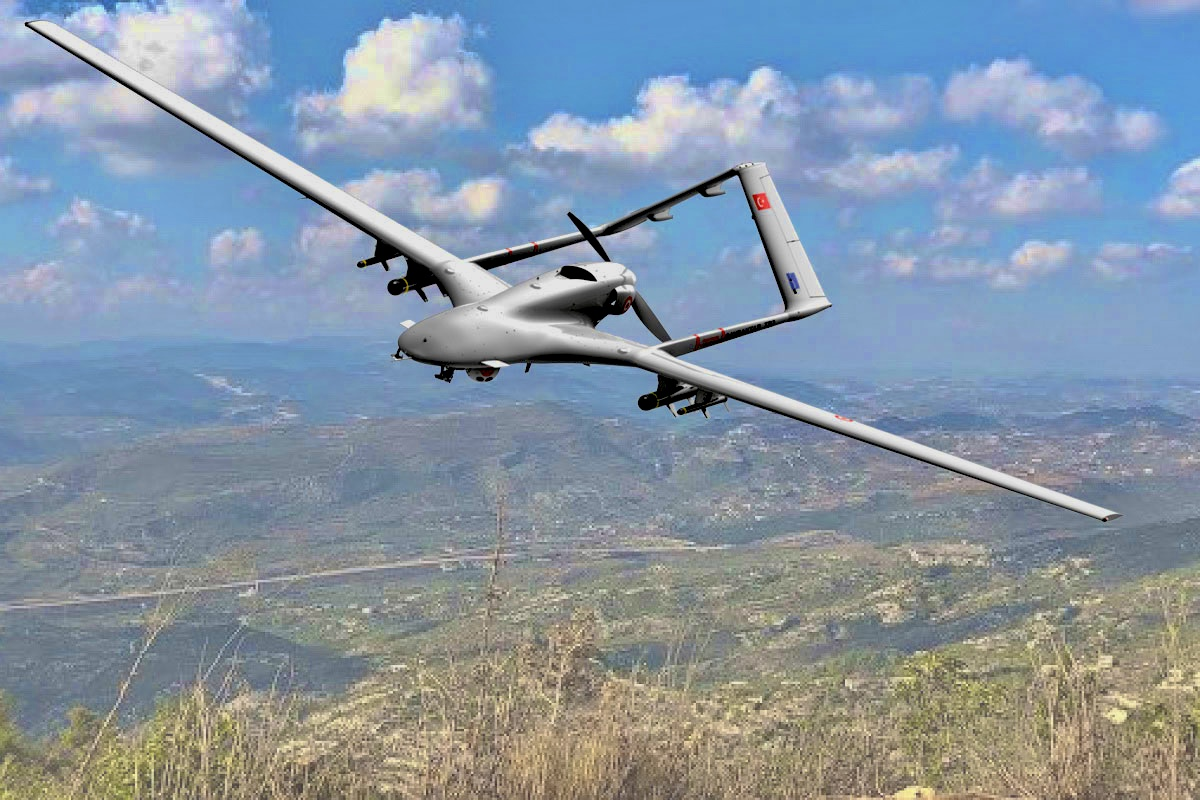
Близько 60 ударних комплексів БпЛА Bayraktar TB2 отримала Україна
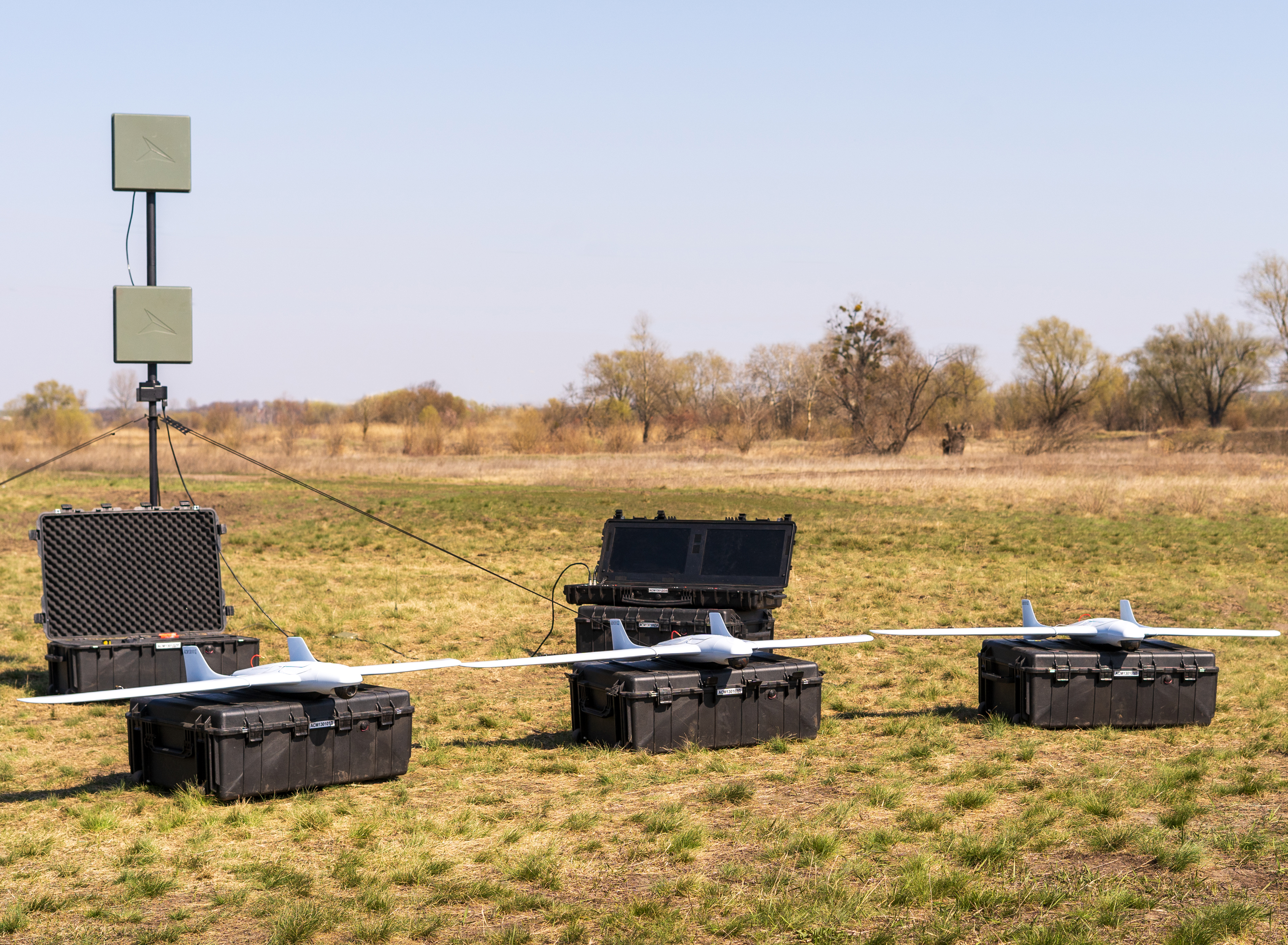
Безпілотний авіаційний комплекс розвідки та корегування вогню артилерії Фурія
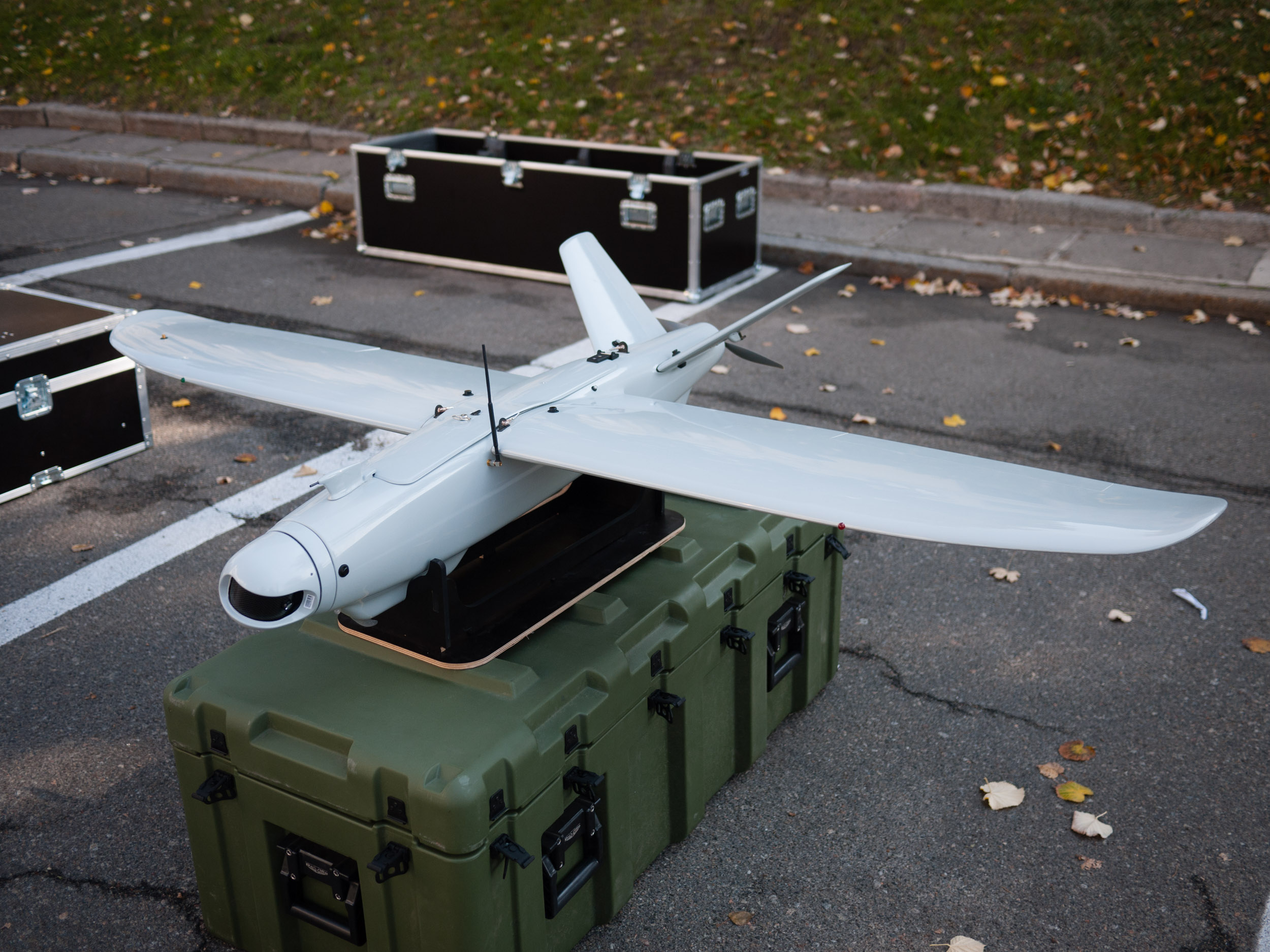
Український розвідувальний безпілотний літальний апарат Лелека-100
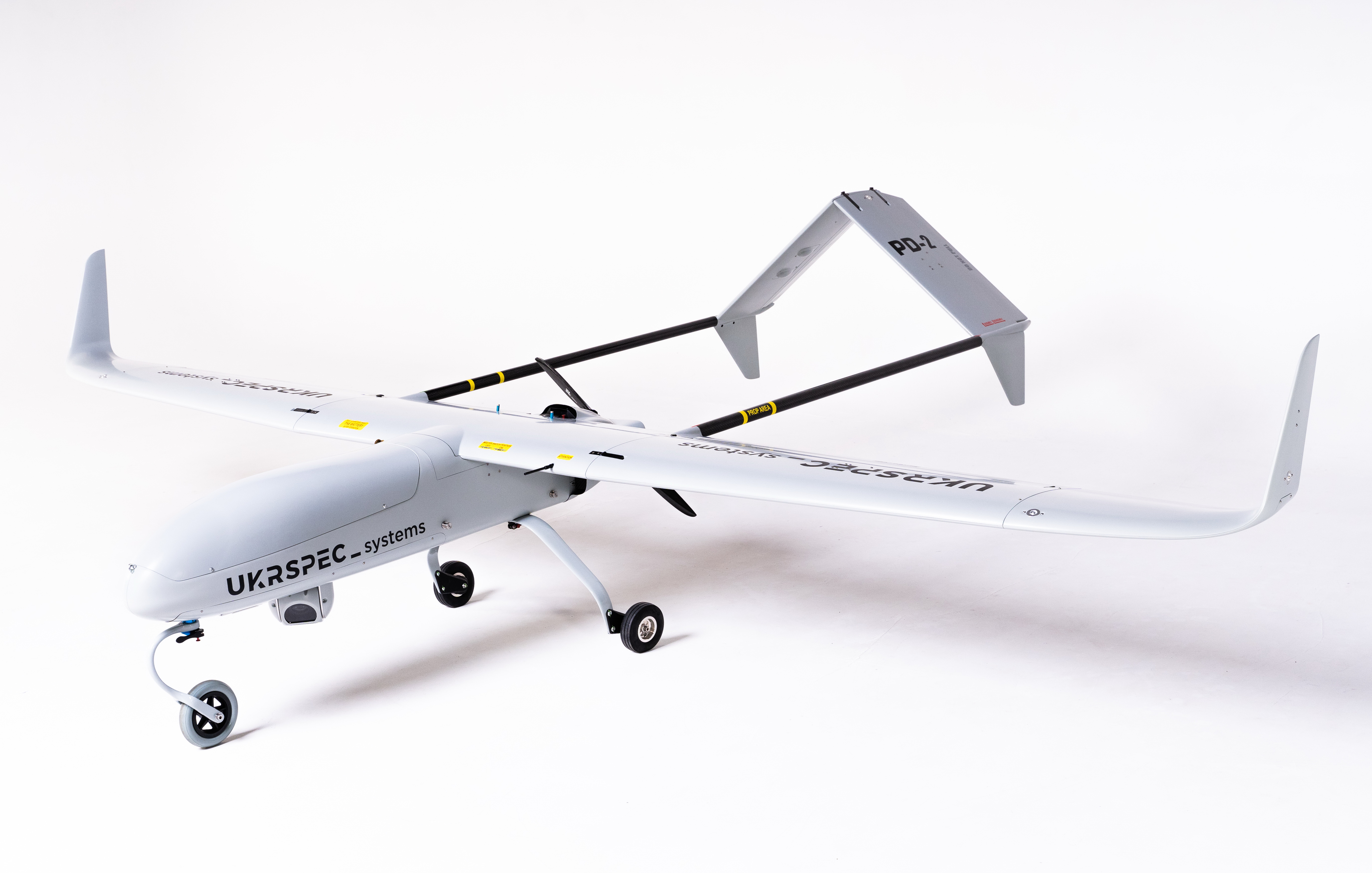
Український багатоцільовий безпілотний літальний апарат PD-2
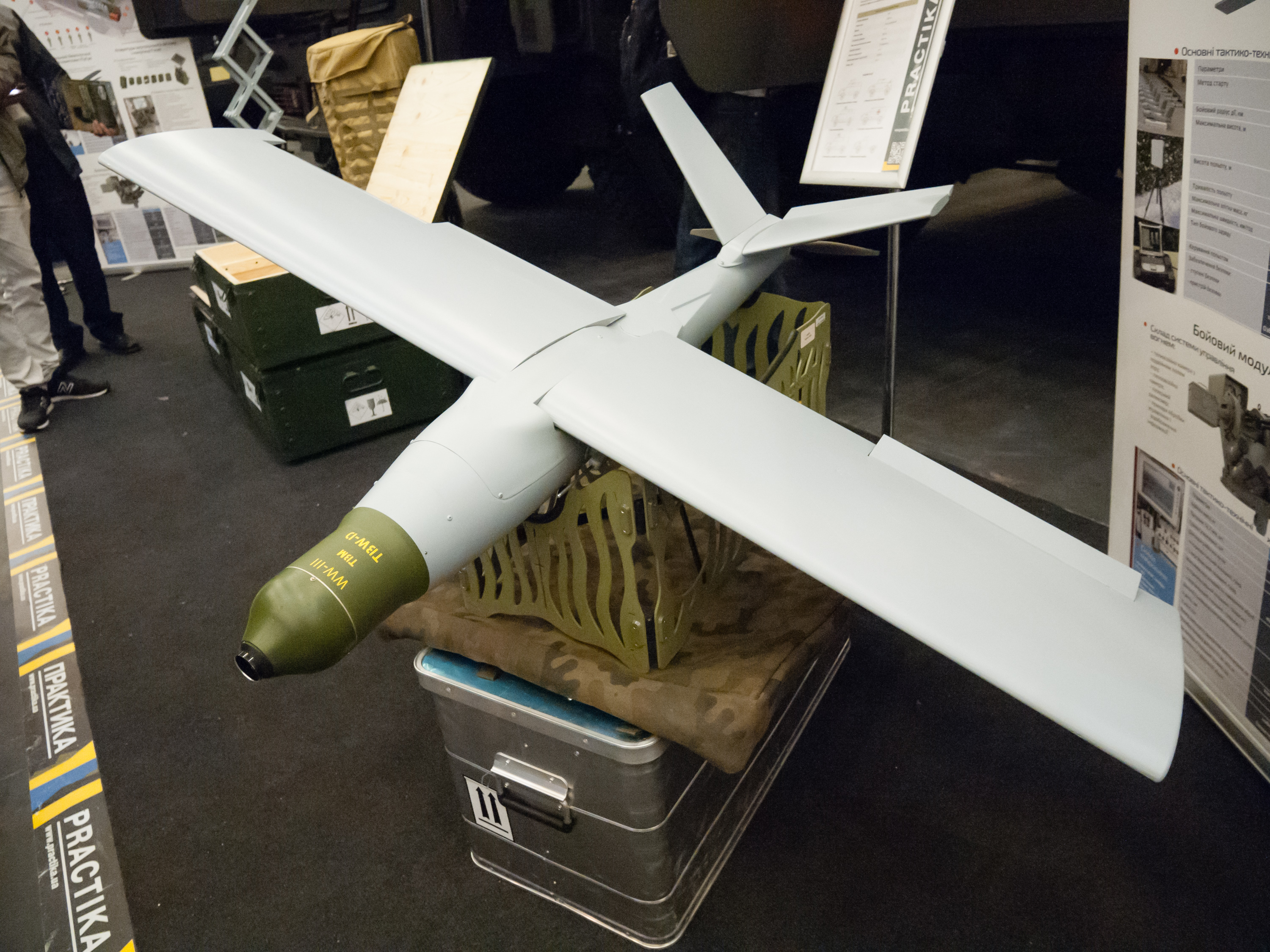
Баражуючий боєприпас польсько-українського виробництва Warmate
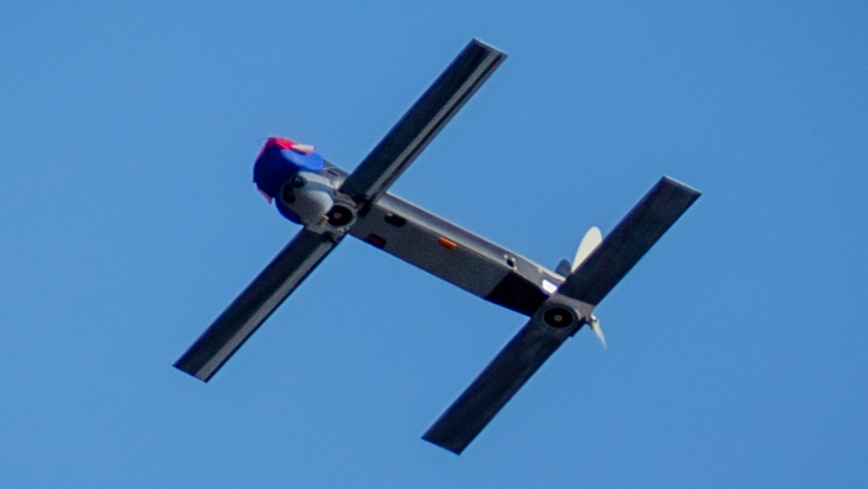
Баражуючий боєприпас американського виробництва Switchblade
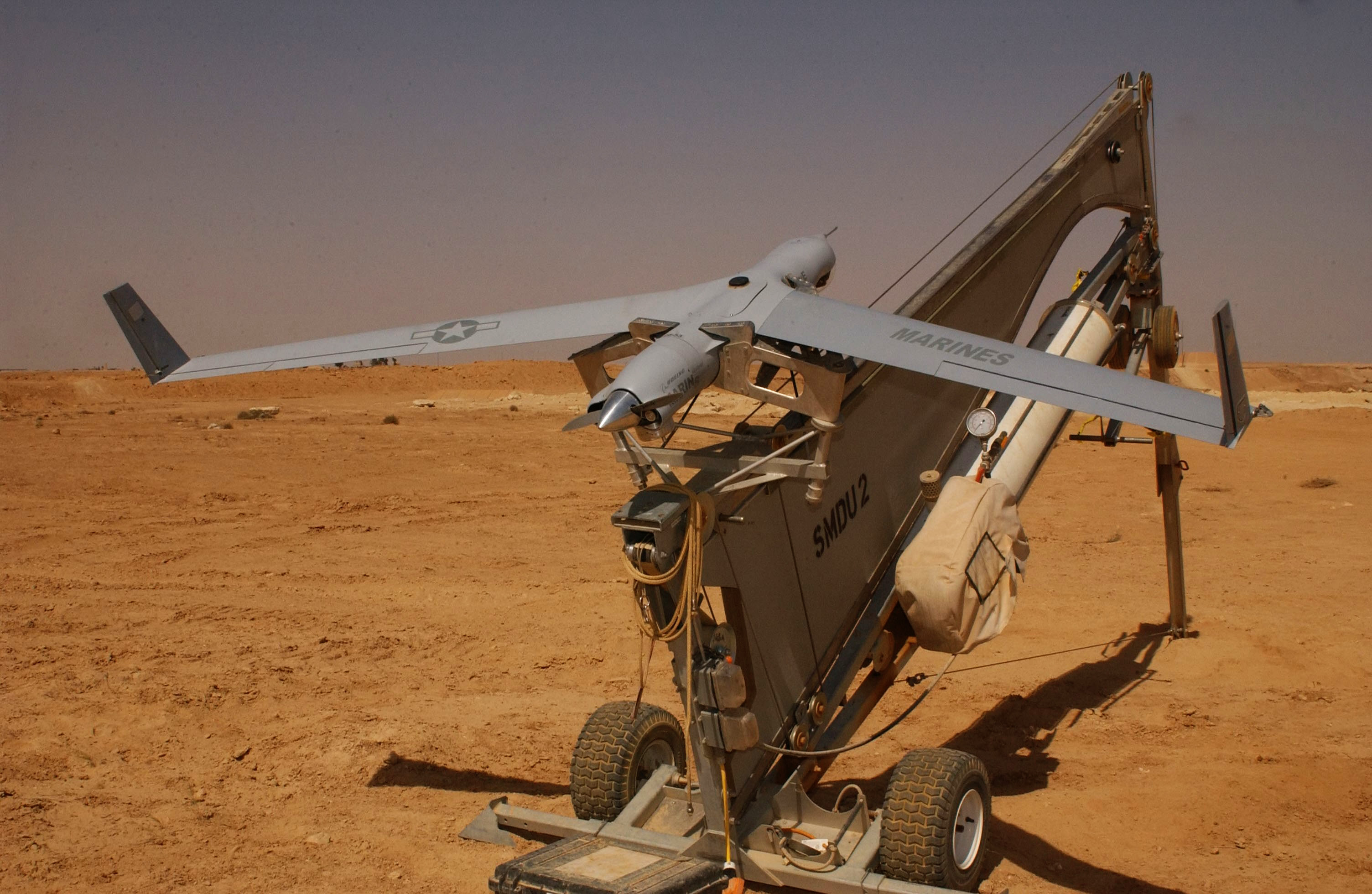
Багатоцільовий безпілотний літальний апарат Boeing Insitu ScanEagle
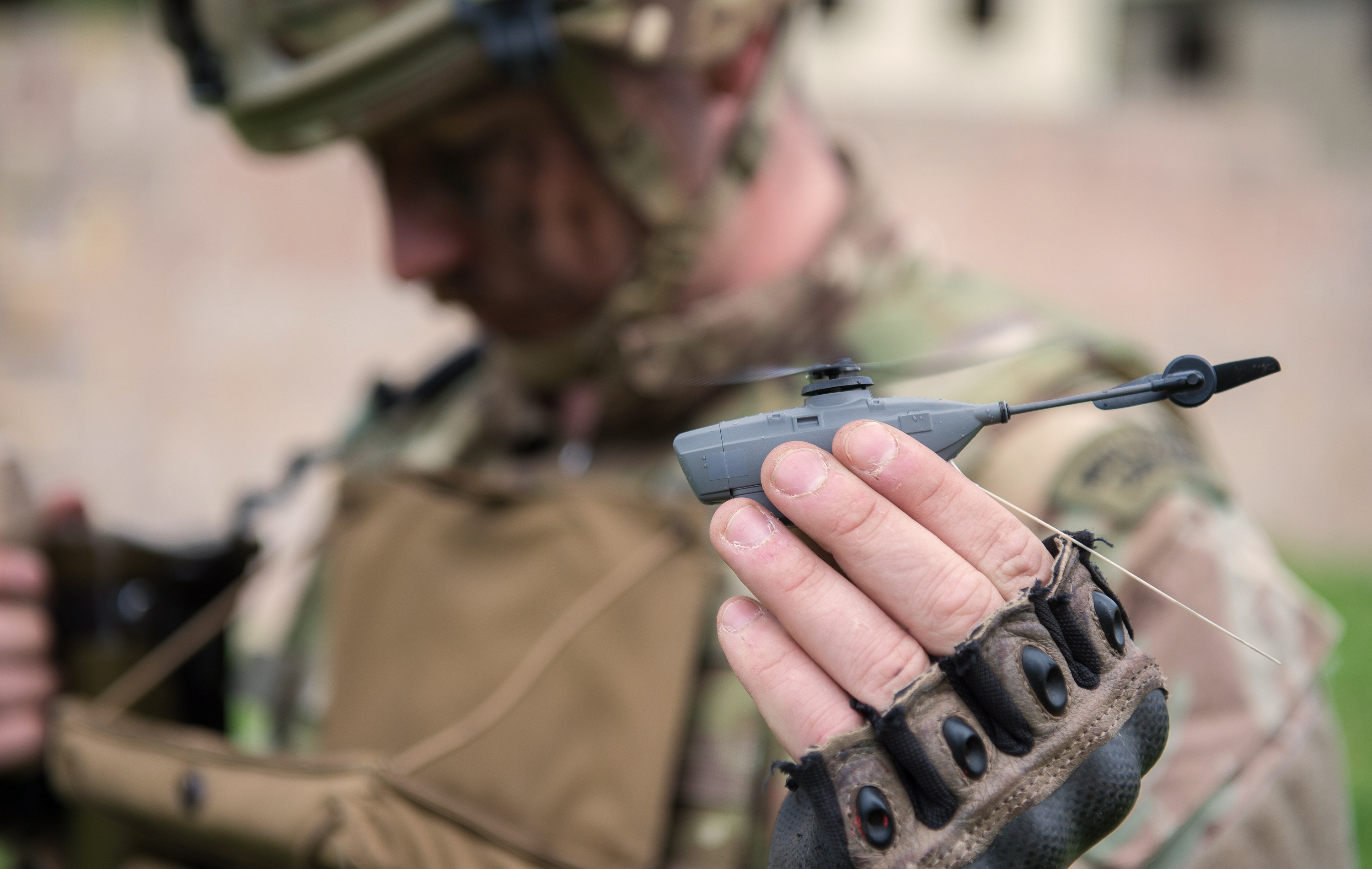
Військовий безпілотний мікро літальний апарат Black Hornet Nano

## Українське виробництво

### Загальна інформація
29 грудня 2022 року стало відомо що Україна закупила близько 1 400 безпілотників і планує розробити бойові моделі, здатні атакувати дрони, які Росія використовує під час свого вторгнення в Україну.
11 січня 2023 року були оприлюднені плани Міністерства оборони у 2023 році, де планується витратити на придбання безпілотників різних типів застосування (повітряні, наземні, надводні, підводні) 20 млрд грн. 28 березня у структурі Збройних сил України було оголошено про формування трьох перших рот ударних безпілотників. 22 червня стало відомо що після спрощення допуску для експлуатації дронів та усунення бюрократії 40 моделей українських БпЛА отримують державні контракти. 25 липня стало відомо що новий безпілотний комплекс Sirko запустили в серійне виробництво. 26 липня Кабмін виділив 40 млрд грн на розвиток військових безпілотників. 31 липня стало відомо що оборонно-промисловий комплекс України розробив баражуючі боєприпаси оперативно-стратегічного рівня «Рубака». 13 серпня було повідомлено що три вітчизняні державні заводи почали виробництво FPV дронів. 12 вересня ДП «Антонов» оголосило про відкриття центру виготовлення безпілотників. 3 жовтня ДП «Антонов» і французька компанія Turgis & Gaillard підписали угоду про спільне виробництво безпілотника Aarok MALE. Також того дня спецпризначенцям Центру спецоперацій «А» СБУ фонд Сергія Притули передав ударні гексакоптери українського виробництва. 8 листопада стало відомо що силам оборони України передали нову партію безпілотників в межах проєкту «Армія дронів» у кількості 900 БпЛА. 4 грудня у рамках проєкту «Рій помсти» благодійний фонд Сергія Притули законтрактував 200 важких ударних FPV-дронів «Мамонт».
7 лютого 2024 року Київщині почалося будівництво заводських потужностей Baykar, з попереднім виробництвом близько 120 дронів щороку. 18 лютого віцепремʼєр-міністр цифрової трансформації Михайло Федоров заявив що два українські дрони-камікадзе які можуть уражати на 40 кілометрів вже пройшли попередні випробування та невдовзі будуть тестуватися в бойових умовах. 24 лютого народний депутат України Петро Порошенко передав українським військовим 1000 дронів (900 FPV-дронів та 100 інших моделей). За перші два місяці 2024 року український оборонно-промисловий комплекс виготовив близько 200 тисяч FPV-дронів. 27 березня стало відомо що у Києві планують створити комунальне підприємство з виробництва безпілотних літальних апаратів. 4 квітня Денис Шмигаль після зустрічі із латвійською колегою Евікою Сіліні повідомив що Україна і Латвія найближчим часом запустять спільне виробництво БпЛА. Німецький виробник безпілотників Quantum-Systems відкриє виробництво і центр розробок в Україні, про що повідомили 18 квітня на сайті компанії. 23 липня Корпорація Boeing та українська компанія «Антонов» підписали угоду, яка передбачає у тому числі навчання, логістичну підтримку та технічне обслуговування безпілотників, зокрема ScanEagle від Boeing. 8 вересня стало відомо що Оборонно-промисловий комплекс України працює над створенням декількох окремих систем, які будуть знищувати дрoни різного типу, а також винищувачі чи балістичні та крилаті ракети. 2 жовтня Американська компанія AeroVironment підписала угоду з українською компанією щодо локалізації Switchblade 600. 28 листопада фінська група Summa Defence оголосила про створення спільно з Україною заводу з виробництва безпілотників, з планами масштабного виробництва безпілотників у першій половині 2025 року.
19 січня 2025 року стало відомо що американська компанія-виробник безпілотників Shield АI відкрила офіс у Києві для забезпечення повної підтримки українського парку дронів вертикального злету та посадки MQ-35A V-BAT. 25 травня стало відомо що Німецька компанія Quantum Systems локалізувала виробництво фюзеляжів для дронів Vector на своєму підприємстві в Україні. 6 червня стало відомо що компанія Renault погодилася налагодити в Україні виробничі лінії дронів для потреб двох армій. До процесу також буде залучено компанії оборонно-промислового комплексу Франції. 25 червня стало відомо що в Данії спільно з Україною вироблятимуть дрони. 30 червня стало відомо що німецька компанія Quantum Systems запустить виробництво дронів Twister на українських потужностях. 3 липня стало відомо що Україна й американська компанія Swift Beat підписали угоду про спільне виробництва безпілотних систем.

### Постачання що тривають або завершені
| походження і назва | тип                      | к-ть | подробиці |
| --- | ------------------------ | ---- | --- |
| Punisher | багатоцільовий БпЛА      | —    | 12.05.22 помічено в українських військових |
| PD-2 (2 комплекси по 2 БпЛА) | багатоцільовий БпЛА      | 20   | 24.06.22 було оголошено про придбання фондом «Повернись живим» |
| Лелека-100 (в 1 комплексі 2 БпЛА) | розвідувальний БпЛА      | 25   | 07.07.22 було оголошено про придбання фондом «Повернись живим» |
| UJ-22 Airborne | багатоцільовий БпЛА      | —    | 04.08.22 міністр цифрової трансформації України озвучив плани закупівлі дронів Skyeton, Culver Aviation та Укрджет                                                            |
| ACS-3 | багатоцільовий БпЛА      | —    | 04.08.22 міністр цифрової трансформації України озвучив плани закупівлі дронів Skyeton, Culver Aviation та Укрджет                                                            |
| СКІФ | розвідувальний БпЛА      | —    | 04.08.22 міністр цифрової трансформації України озвучив плани закупівлі дронів Skyeton, Culver Aviation та Укрджет                                                            |
| Фурія | розвідувальний БпЛА      | 3    | 18.08.22 стало відомо про передачу |
| Фурія | розвідувальний БпЛА      | 12   | 25.08.22 стало відомо про передачу БпЛА організацією «Фонд Віктора Пінчука»                                                                                                   |
| СКІФ | розвідувальний БпЛА      | 3    | 05.10.22 стало відомо про постачання БпЛА волонтерами |
| Shark (1 комплекс з 2 БпЛА) | розвідувальний БпЛА      | 75   | 01.11.22 стало відомо про початок збору коштів |
| QBOND888 | розвідувальний БпЛА      | 3    | про збір коштів волонтерами стало відомо 02.12.22 |
| Raider | розвідувальний БпЛА      | —    | 21.01.23 стало відомо про постачання |
| ПАК «Мара» | розвідувальний БпЛА      | —    | 06.02.23 стало відомо що представники IT-компанії передали військовим 103-ї бригади тероборони безпілотний авіаційний комплекс «Мара»                                         |
| PD-2 (1 комплекс з 2 БпЛА) | багатоцільовий БпЛА      | 2    | 10.02.23 стало відомо про постачання |
| БпАК «Гор» | розвідувальний БпЛА      | —    | 11.02.23 помічено в Україні |
| Raybird 3 | розвідувальний БпЛА      | 2    | 14.02.23 стало відомо про постачання |
| АСУ-1 «Валькірія» | розвідувальний БпЛА      | 5    | 05.03.23 стало відомо про постачання фондом Сергія Притули військових у підрозділі Kraken, ДПСУ та 15, 53, 77 бригадах                                                        |
| PD-2 (в 1 комплексі 2 БпЛА) | розвідувальний БпЛА      | 2    | 10.05.23 стало відомо про постачання фондом «Повернись живим» |
| Лелека-100 (в 1 комплексі 2 БпЛА) | розвідувальний БпЛА      | 1    | 23.05.23 комплекс отримали бійці 22-ї окремої механізованої бригади Сухопутних військ від фонду «Повернись живим»                                                             |
| PD-2 (в 1 комплексі 2 БпЛА) | розвідувальний БпЛА      | 1    | 25.05.23 стало відомо про постачання фондом «Повернись живим» |
| АСУ-1 «Валькірія» | розвідувальний БпЛА      | 6    | 08.06.23 стало відомо про постачання фондом Петра Порошенка |
| UJ-23 Topaz | багатоцільовий БпЛА      | 18   | у загальному переліку військової допомоги від Литви станом на червень 2023 |
| БпАК «Сич» | розвідувальний БпЛА      | —    | 22.07.23 фонд «Повернись живим» передав ГУР МО вітчизняний безпілотний розвідувальний авіаційний комплекс                                                                     |
| Shark (1 комплекс з 2 БпЛА) | розвідувальний БпЛА      | 75   | 26.07.23 стало відомо про постачання фондом «Повернись живим» спільно з компанією «OKKO»                                                                                      |
| «Бобер» | баражуючий боєприпас     | —    | 30.07.23 стало відомо про постачання благодійним фонду Сергія Притули |
| PD-2 (в 1 комплексі 2 БпЛА) | розвідувальний БпЛА      | —    | 31.07.23 стало відомо про постачання фондом «Повернись живим» |
| АСУ-1 «Валькірія» | розвідувальний БпЛА      | —    | 04.08.23 фонд «Повернись живим» передав одному з підрозділів ГУР МО безпілотний авіаційний комплекс «Валькірія»                                                               |
| SpyGun (в 1 комплексі 2 БпЛА) | розвідувальний БпЛА      | —    | 08.08.08 стало відомо що ГУР МО тестує новий український безпілотник |
| Shark (1 комплекс з 2 БпЛА) | розвідувальний БпЛА      | 5    | 14.08.23 стало відомо що аеророзвідка пʼяти артилерійських бригад Збройних сил України отримала 5 безпілотних комплексів Shark                                                |
| Лелека-100 (в 1 комплексі 2 БпЛА) | розвідувальний БпЛА      | 10   | 30.08.23 стало відомо що фонд «Повернись живим» розпочинає збір на безпілотники Лелека-100                                                                                    |
| Punisher GEN III | багатоцільовий БпЛА      | 50   | 06.09.23 омпанія COSMOLOT відзвітувала про передачу БпЛА Punisher ЗСУ |
| АСУ-1 «Валькірія» | розвідувальний БпЛА      | —    | 08.09.23 стало відомо що благодійники передали Збройним силам партію техніки та безпілотників                                                                                 |
| Щедрик | розвідувальний БпЛА      | —    | 01.10.23 стало відомо що вінницькі волонтери передали партію розвідувальних дронів «Щедрик»                                                                                   |
| PD-2 (в 1 комплексі 2 БпЛА) | розвідувальний БпЛА      | 1    | 10.10.23 стало відомо що фонд «Повернись живим» передав БпЛА центру спеціальних операцій «А» СБУ                                                                              |
| PD-2 (в 1 комплексі 2 БпЛА) | розвідувальний БпЛА      | 3    | 18.10.23 фонд «Повернись живим» передав бійцям ГУР МО шість розвідувальних безпілотників «Лелека-100»                                                                         |
| PD-2 (в 1 комплексі 2 БпЛА) | розвідувальний БпЛА      | 1    | 24.10.23 фонд допомоги армії «Повернись живим» передав Збройним Силам України розвідувальний безпілотний авіаційний комплекс PD-2                                             |
| AQ 400 Scythe | баражуючий боєприпас     | —    | 16.12.23 стало відомо що українські військові отримали далекобійні БпЛА-камікадзе AQ 400 Scythe                                                                               |
| Лелека-100 (в 1 комплексі 2 БпЛА) | розвідувальний БпЛА      | 5    | 01.01.24 стало відомо про постачання |
| PD-2 (в 1 комплексі 2 БпЛА) | розвідувальний БпЛА      | 1    | 07.01.24 фонд «Повернись живим» передав до складу 92-ї окремої штурмової бригади безпілотний комплекс PD-2                                                                    |
| БпЛА | БпЛА                     | —    | 18.01.23 стало відомо що у рамках спільного проєкту фонду допомоги армії «Повернись живим» і «Телебачення Торонто», дві бригади армійської авіації ЗСУ отримали БпЛА          |
| PD-2 (в 1 комплексі 2 БпЛА) | розвідувальний БпЛА      | 1    | 05.02.24 фонд «Повернись живим» передав розвідувальному підрозділу морської піхоти безпілотний комплекс PD-2                                                                  |
| Лелека-100 (в 1 комплексі 2 БпЛА) | розвідувальний БпЛА      | 2    | 05.02.24 фонд Порошенка передав військовим два безпілотних комплекси «Лелека-100»                                                                                             |
| Лелека-100 (в 1 комплексі 2 БпЛА) | розвідувальний БпЛА      | 2    | 09.02.24 стало відомо що у січні військові 80 ОДШБр та 81 ОАеМБр отримали БпЛА                                                                                                |
| PD-2 (в 1 комплексі 2 БпЛА) | розвідувальний БпЛА      | 1    | 21.02.24 українським розвідникам передали комплекс PD-2 з мобільним пунктом управління                                                                                        |
| PD-2 (в 1 комплексі 2 БпЛА) | розвідувальний БпЛА      | 1    | 22.05.24 Фонд компетентної допомоги «Повернись живим» передав спецпризначенцям Служби безпеки України безпілотний оперативно-тактичний розвідувальний комплекс                |
| Лелека-100 (окремий БпЛА) | розвідувальний БпЛА      | 12   | 23.05.24 громада Львова передала дюжину розвідувальних безпілотників «Лелека-100» та інше обладнання для бійців 45 артбригади                                                 |
| Darts | баражуючий боєприпас     | 60   | 03.06.24 українським бригадам відправили партію з 60 ударних безпілотників DARTS                                                                                              |
| 05.06.24 благодійники передали двом бригадам Десантно-штурмових військ комплекси розвідки та знищення «Пульстрон», станом на 21.10.24 — передано сім комплексів |                          |      | |
| 06.06.24 гурт Kozak System передав військовим 1000 FPV-дронів                                                                                                   |                          |      | |
| Лелека-100 (окремий БпЛА) | розвідувальний БпЛА      | 3    | 07.06.24 Київcька міська влада передала партію допомоги для забезпечення потреб Сил спеціальних операцій та 4-ї бригади оперативного призначення Національної гвардії України |
| «Перун» | баражуючий боєприпас     | 5    | 21.06.24 благодійний фонд Сергія Притули передав Службі безпеки України партію ударних дронів «Перун»                                                                         |
| «Сич» | розвідувальний БпЛА      | 10   | 19.07.24 благодійний фонд Сергія Притули передав Головному управлінню розвідки Міноборони України партію вітчизняних безпілотників «Сич»                                      |
| Darts | баражуючий боєприпас     | —    | 30.08.24 фонд допомоги армії «Повернись живим» спільно з мережею аптек «АНЦ» придбали для військових розвідувальні та ударні дрони                                            |
| БпАК «Гор» | розвідувальний БпЛА      | —    | 30.08.24 воїни 3 ОТБр отримали безпілотний авіаційний розвідувальний комплекс «Гор» від фонду Сергія Притули                                                                  |
| Grey Widow 1 | баражуючий боєприпас     | —    | 31.08.24 стало відомо що для СБУ виготовили партію дронів-камікадзе Grey Widow 1                                                                                              |
| розвідувальний БпЛА | розвідувальний БпЛА      | —    | 05.09.24 Запорізька обласна військова адміністрація передала допомогу військовослужбовцям Сил оборони України                                                                 |
| Паляниця | далекобійна ракета-дрон  | —    | 06.09.24 стало відомо що Україна отримає від Литви 10 млн євро на закупівлю ракет-дронів українського виробництва «Паляниця»                                                  |
| «Сич» | розвідувальний БпЛА      | —    | 24.09.24 воїни Головного управління розвідки Міноборони України отримали нову партію вітчизняних ударно-розвідувальних комплексів «Сич»                                       |
| АСУ-1 «Валькірія» | розвідувальний БпЛА      | 4    | 02.10.24 оборонці Харківщини отримали 4 безпілотні комплекси від фонду Сергія Притули                                                                                         |
| Mini Shark | розвідувальний БпЛА      | —    | 10.10.24 воїни 421-го окремого батальйону безпілотних систем ДШВ ЗСУ отримали комплекси Mini Shark від фонду «Повернись живим»                                                |
| Shark (1 комплекс з 2 БпЛА) | розвідувальний БпЛА      | —    | 13.10.24 благодійний фонд KOLO передав на потреби 92-ї окремої штурмової бригади розвідувальний БпЛА Shark                                                                    |
| Sting | баражуючий боєприпас     | —    | 20.10.24 стало відомо що для боротьби з російсько-іранськими «Шахедами» в Україні розробили перехоплювач «Sting»                                                              |
| баражуючий боєприпас | баражуючий боєприпас     | —    | 20.10.24 фонд «Повернись живим» передав бригаді «Чорний ліс» баражуючі боєприпаси українського виробництва                                                                    |
| Darts | баражуючий боєприпас     | 27   | 25.10.24 воїни 28 ОМБр отримали ударні дрони Darts завдяки донату співробітників аптеки «Подорожник»                                                                          |
| 27.10.24 благодійний фонд Повернись Живим в рамках проєкту «Дронопад» передав військовим БпЛА перехоплювачі літакового типу                                     |                          |      | |
| Darts | баражуючий боєприпас     | 343  | 28.10.24 фонд Сергія Притули передав українським військовим 343 дрони-камікадзе Darts закуплених в рамках збору «В Яблучко»                                                   |
| «Сич» | розвідувальний БпЛА      | 12   | 18.11.24 українські військові отримали 12 БпЛА «Сич» від благодійного фонду KOLO                                                                                              |
| Taipan-100 (1 комплекс з 2 БпЛА) | баражуючий боєприпас     | 1    | 28.11.24 українським спецпризначенцям з підрозділу «Тимура» передали нові дрони-бомбардувальники Taipan-100                                                                   |
| «Пекло» | баражуючий боєприпас     | —    | 06.12.24 президент Володимир Зеленський урочисто передав Силам оборони першу партію новітніх ракет-дронів «Пекло» з дальністю у 700 кілометрів                                |
| Mini Shark | розвідувальний БпЛА      | 4    | 13.12.24 благодійники передали СОУ БПЛА Shark |
| Shark (1 комплекс з 2 БпЛА) | розвідувальний БпЛА      | 4    | 13.12.24 благодійники передали СОУ БПЛА Shark |
| Darts | баражуючий боєприпас     | 100  | 08.01.25 воїни 58-ї бригади отримали 100 ударних дронів Darts від фонду KOLO                                                                                                  |
| Shark (1 комплекс з 2 БпЛА) | розвідувальний БпЛА      | 3    | 28.01.25 14 окремий полк БпАК отримав три розвідувальні безпілотники Shark від фонду «Повернись живим»                                                                        |
| Darts | баражуючий боєприпас     | 100  | 28.01.25 розвідники ВМС ЗСУ отримали 100 ударних дронів Darts від благодійників                                                                                               |
| FT-1L | імітатор повітряної цілі | —    | 29.01.25 стало відомо про передачу українського імітатора повітряної цілі «FT-1L» військовим 114 брта                                                                         |
| Darts | баражуючий боєприпас     | 42   | 11.02.25 благодійний фонд Сергія Притули передав дрони в рамках проєкту «Блискавки ССО»                                                                                       |
| RAM-2X | баражуючий боєприпас     | —    | 31.03.25 стали відомі додаткові подробиці постачання безпілотників RAM-2X |
| Shark-М (1 комплекс з 2 БпЛА) | розвідувальний БпЛА      | 30   | 22.04.25 українські оборонці отримали 30 безпілотників Shark-M від благодійного фонду KOLO                                                                                    |
| «Сич» | розвідувальний БпЛА      | 15   | 14.05.25 eкраїнські оборонці отримали 15 БпЛА «Сич» від фонду KOLO |
| MERCURY | багатоцільовий БпЛА      | —    | 06.06.25 стало відомо про постачання дрону з вертикальним злетом |
| Shark (1 комплекс з 2 БпЛА) | розвідувальний БпЛА      | 22   | 26.07.25 благодійний фонд KOLO передав оборонцям розвідрони Shark |

### Заплановані постачання
| походження і назва | походження і назва | тип                  | к-ть | подробиці |
| ------------------ | ------------------ | -------------------- | ---- | --- |
| Україна            | Mini Shark         | багатоцільовий БпЛА  | 0/40 | у рамках збору від фонду «Повернись живим» та компанія ОККО для десантно-штурмових військ що розпочався 1 лютого 2024 |
| Україна            | Darts              | баражуючий боєприпас | 0/42 | 03.12.24 стартував збір від фонду Сергія Притули спільно з мережею АЗК WOG та компанією WINNER                        |

## Постачання з-за кордону

### Загальна інформація
16 лютого 2023 року стало відомо що українським військовим надали сучасні автономні розвідувальні центри Skykit Palantir. 10 липня стало відомо про початок будівництво заводу з виробництва БпЛА Bayraktar. 31 липня стало відомо що КНР ввела експортний контроль для певного обладнання, яке використовують у дронах.
17 лютого 2024 року було утворено Коаліцію дронів для ЗСУ.
4 червня 2025 року стало відомо що Чорногорія планує розпочати виробництво дронів для України у співпраці з компанією зі Сполучених Штатів.

### Постачання що тривають або завершені
| походження і назва | походження і назва                       | тип                                | к-ть          | подробиці |
| --- | ---------------------------------------- | ---------------------------------- | ------------- | --- |
| Польща | БПЛА різних типів                        | БПЛА різних типів                  | —             | напередодні вторгнення передані боєприпаси та безпілотні літальні апарати різного типу                                                      |
| Польща | БПЛА різних типів                        | БПЛА різних типів                  | 8             | напередодні вторгнення анонсована поставка                                                                                                  |
| |                                          |                                    |               | |
| Туреччина | Bayraktar TB2                            | ударний БпЛА                       | 50+           | 03.03.22 стало відомо про перше з початку вторгнення постачання 16 БпЛА, щонайменше 50 станом на червень 2022                               |
| Польща | Fly Eye                                  | розвідувальний БпЛА                | —             | 22.03.22 стало відомо про постачання БпЛА                                                                                                   |
| Данія | RQ-35 Heidrun                            | розвідувальний БпЛА                | 25            | 07.04.22 стало відомо про постачання БпЛА                                                                                                   |
| Туреччина | Mini-Bayraktar                           | розвідувальний БпЛА                | 24            | 08.04.22 з'явилася інформація про появу в Україні Mini-Bayraktar                                                                            |
| Данія | Astero ISR                               | розвідувальний БпЛА                | -             | 21.11.24 з'явилась інформація про співпрацю зі школою аеророзвідки та доставку                                                              |
| США | Quantix Recon UAS                        | розвідувальний БпЛА                | 100           | 19.04.22 розвідувальні БпЛА були придані за кошти AeroVironment                                                                             |
| Польща | Warmate                                  | баражуючий боєприпас               | —             | помічені в Україні 24.04.22 |
| Велика Британія | Malloy Aeronautics T150                  | вантажний БпЛА                     | —             | 03.05.22 стало відомо про передачу БпЛА |
| — | PHOLOS                                   | баражуючий боєприпас               | —             | 29.05.22 помічено ймовірне застосування БпЛА в Україні                                                                                      |
| Чехія | Bivoj                                    | розвідувальний БпЛА                | 2             | 29.06.22 стало відомо про передачу двох БпЛА                                                                                                |
| Польща | Bayraktar TB2                            | ударний БпЛА                       | 1             | 13.07.22 стало відомо про початок збору коштів волонтерами                                                                                  |
| Україна | Autel EVO II 640T Dual                   | розвідувальний БпЛА                | 50            | 15.07.22 стало відомо про постачання 350 БпЛА волонтерами                                                                                   |
| Україна | Autel EVO Lite+                          | розвідувальний БпЛА                | 300           | 15.07.22 стало відомо про постачання 350 БпЛА волонтерами                                                                                   |
| Норвегія | Bayraktar TB2                            | ударний БпЛА                       | 0             | 18.07.22 стало відомо про початок збору коштів волонтерами, однак згодом платформа на якій проводився збір його скасувала і повернула кошти |
| Канада | Bayraktar TB2                            | ударний БпЛА                       | 0             | 19.07.22 стало відомо про початок збору коштів волонтерами, однак сума на була зібрана і кошти були витрачені на менші безпілотники         |
| Україна | Bayraktar TB2                            | ударний БпЛА                       | 3             | фонд «Повернись живим» придбав 1 комплекс 26.07.22                                                                                          |
| Україна | H10 Poseidon Mk II (1 комплекс з 3 БпЛА) | розвідувальний БпЛА                | 3             | 31.07.22 стало відомо про придбання волонтерами одного комплексу                                                                            |
| Україна | Fly Eye                                  | розвідувальний БпЛА                | 20            | 03.08.22 стало відомо про постачання волонтерами БпЛА                                                                                       |
| Україна | Warmate                                  | баражуючий боєприпас               | 20            | 03.08.22 стало відомо про постачання волонтерами БпЛА                                                                                       |
| Норвегія | Aeryon SkyRanger R60s                    | розвідувальний БпЛА                | 3             | 15.08.22 стало відомо про постачання |
| Латвія | Atlas Aerospace                          | розвідувальний БпЛА                | 45            | 16.08.22 був розпочатий збір коштів на БпЛА                                                                                                 |
| — | Revolver 860                             | багатоцільовий БпЛА                | —             | 17.08.22 стало відомо про постачання |
| Австралія | DefendTex D40                            | баражуючий боєприпас               | 300           | 19.08.22 стало відомо про постачання |
| Норвегія | Black Hornet                             | розвідувальний БпЛА                | —             | 24.08.22 стало відомо про постачання |
| Україна | Warmate                                  | баражуючий боєприпас               | 20            | 07.09.22 стало відомо про придбання БпЛА волонтерами                                                                                        |
| Японія | Parrot ANAFI                             | розвідувальний БпЛА                | 30            | у переліку постачань, опублікованому 08.09.22                                                                                               |
| Україна | H10 Poseidon Mk II (1 комплекс з 3 БпЛА) | розвідувальний БпЛА                | 6             | 17.09.22 стало відомо про постачання БпЛА волонтерами                                                                                       |
| Україна | розвідувальний БпЛА                      | розвідувальний БпЛА                | 16            | 30.09.22 стало відомо про постачання |
| Україна | PUMA-LE                                  | розвідувальний БпЛА                | 11            | 25.10.22 стало відомо про постачання |
| Україна | Warmate                                  | баражуючий боєприпас               | 30            | 27.10.22 стало відомо про постачання |
| США | Reaper MQ-9                              | багатоцільовий БпЛА                | —             | 04.11.22 стало відомо про плани постачання                                                                                                  |
| Люксембург | Primoco One 150                          | розвідувальний БпЛА                | 15            | про постачання стало відомо 24.11.22 |
| Україна | баражуючий боєприпас                     | баражуючий боєприпас               | 142           | 11.01.23 стало відомо про постачання волонтерами                                                                                            |
| Україна | H10 Poseidon Mk II (1 комплекс з 3 БпЛА) | розвідувальний БпЛА                | 3/40          | 14.01.23 стало відомо про постачання трьох комплексів (9 БпЛА)                                                                              |
| Україна | багатоцільовий/розвідувальний БпЛА       | багатоцільовий/розвідувальний БпЛА | 1600          | 17.01.23 стало відомо про постачання |
| Туреччина | Bayraktar TB2                            | ударний БпЛА                       | 2             | 25.01.23 стало відомо що компанія Baykar безкоштовно передалa для допомоги Збройним силам 2 безпілотники Bayraktar TB2                      |
| Польща | Bayraktar TB2                            | ударний БпЛА                       | 1             | 26.01.23 стало відомо про постачання волонтерами                                                                                            |
| 23.02.23 стало відомо що Австралія надасть Україні БпЛА на 33 млн доларів |                                          |                                    |               | |
| Україна | H10 Poseidon Mk II (1 комплекс з 3 БпЛА) | розвідувальний БпЛА                | 2             | 07.03.23 стало відомо про придбання волонтерами двох комплексів                                                                             |
| 07.03.23 стало відомо що AeroDrone почала серійне виробництво в Україні безпілотників E-300 Enterprise і D-80 Discovery з дальністю до 3100 км і вартістю до $450 000                                                            |                                          |                                    |               | |
| 28.03.23 стало відомо що в структурі Збройних сил України вже сформовано три перших роти ударних безпілотників |                                          |                                    |               | |
| 06.04.23 стало відомо що «Повернись живим» придбав 300 дронів для українських військових |                                          |                                    |               | |
| Естонія | EOS C VTOL                               | розвідувальний БпЛА                | 7             | 08.06.23 стало відомо про постачання |
| Португалія | Tekever AR3                              | багатоцільовий БпЛА                | —             | 17.06.23 стало відомо про постачання |
| Україна | EOS C VTOL                               | розвідувальний БпЛА                | 7             | 22.06.23 стало відомо про плани постачання від фонду Сергія Притули                                                                         |
| з початку 2023 року українські військові застосовують наддешеві вантажні БпЛА PPDS SYPAQ для доставки різноманітних вантажів, 26.06.23 зʼявилося перше задокументоване підтвердження застосування цих БпЛА в ролі ударних дронів |                                          |                                    |               | |
| Литва | Warmate                                  | баражуючий боєприпас               | 37            | у загальному переліку військової допомоги від Литви станом на червень 2023                                                                  |
| Литва | EOS C VTOL                               | розвідувальний БпЛА                | 7             | у загальному переліку військової допомоги від Литви станом на червень 2023                                                                  |
| Литва | Bayraktar TB2                            | ударний БпЛА                       | 1             | у загальному переліку військової допомоги від Литви станом на червень 2023                                                                  |
| 06.07.23 стало відомо про передачу на фронт ще 600+ безпілотників від «Армії дронів» |                                          |                                    |               | |
| Норвегія | Black Hornet                             | розвідувальний БпЛА                | 1000          | 12.07.23 стало відомо про постачання |
| Данія | БпЛА для розмінування                    | БпЛА для розмінування              | —             | 18.07.23 стало відомо про постачання |
| 20.07.23 стало відомо що Литовська благодійна організація «Maži, bet stiprūs» планує придбати 500 дронів-камікадзе типу FPV |                                          |                                    |               | |
| Туреччина | Bayraktar TB2                            | ударний БпЛА                       | 1             | 24.08.23 компанія Baykar Makina до Дня Незалежності безкоштовно передала українським розвідникам ударний БпЛА Bayraktar ТВ2                 |
| Франція | Delair                                   | розвідувальний БпЛА                | 150+          | 06.09.23 стало відомо що компанія Delair поставили українським Силам оборони партію безпілотників                                           |
| Україна | H10 Poseidon Mk II (1 комплекс з 3 БпЛА) | розвідувальний БпЛА                | —             | 08.09.23 стало відомо що благодійники передали Збройним силам партію техніки та безпілотників                                               |
| Велика Британія | Malloy Aeronautics T150                  | вантажний БпЛА                     | —             | 13.09.23 стало відомо про передачу БпЛА |
| Україна | EOS C VTOL                               | розвідувальний БпЛА                | 2             | 20.10.23 ГУР МО отримало від фонду Сергія Притули два безпілотники EOS C03 VTOL                                                             |
| Збройні Сили України отримали понад 2000 безпілотників різного типу українського виробництва, нову партію безпілотників передали у межах проєкту «Армія дронів»                                                                  |                                          |                                    |               | |
| Німеччина | Titan Falcon                             | розвідувальний БпЛА                | —             | 20.11.23 стало відомо про постачання БпЛА                                                                                                   |
| Україна | H10 Poseidon Mk II (1 комплекс з 3 БпЛА) | розвідувальний БпЛА                | 2             | 14.12.23 стало відомо про передачу |
| 20.12.23 стало відомо що чеські військові збиратимуть гроші на придбання 10 тисяч FPV-дронів для ЗСУ |                                          |                                    |               | |
| — | RQ-35 Heidrun                            | розвідувальний БпЛА                | 15            | 24.01.24 стало відомо що Марк Гемілл допоміг зібрати гроші на безпілотники RQ-35 Heidrun, які вже прибули до України                        |
| Німеччина | Trinity                                  | розвідувальний БпЛА                | 100           | 28.01.24 стало відомо що німецький виробник безпілотників Quantum-Systems дарує Україні 100 дронів Trinity у різних конфігураціях           |
| 15.02.24 стало відомо що Країни НАТО передадуть Україні мільйон дронів протягом 2024 року |                                          |                                    |               | |
| Велика Британія | Banshee Jet 80                           | баражуючий боєприпас               | —             | 19.02.24 помічений у користуванні українськими військовими                                                                                  |
| 20.02.24 стало відомо що Чеський мільярдер Ян Барта задонатить 2 мільйони доларів на збір 10000 FPV-дронів для українських військових                                                                                            |                                          |                                    |               | |
| 07.03.24 міністр оборони Великої Британії Грант Шаппс під час візиту до Києва оголосив про виділення 325 мільйонів фунтів стерлінгів на закупівлю понад 10 тисяч дронів для Збройних сил України                                 |                                          |                                    |               | |
| Україна | EOS C VTOL                               | розвідувальний БпЛА                | 2             | 24.04.24 Головне управління розвідки Міноборони України отримало від фонду Сергія Притули безпілотники EOS C03 VTOL                         |
| Велика Британія | Uncrewed Low Cost Transport              | вантажний БпЛА                     | —             | 27.05.24 стало відомо про застосування українськими військовими нового виду БпЛА                                                            |
| Франція | Chimera                                  | багатоцільовий БпЛА                | —             | 20.06.24 стало відомо про застосування українськими військовими нового виду БпЛА                                                            |
| Німеччина | Quantum-Systems Vector                   | розвідувальний БпЛА                | 348/425       | у загальному переліку військової допомоги від Німеччини опублікованому 17.10.24                                                             |
| Німеччина | RQ-35 Heidrun                            | розвідувальний БпЛА                | 269           | у загальному переліку військової допомоги від Німеччини опублікованому 17.10.24                                                             |
| Німеччина | Songbird                                 | розвідувальний БпЛА                | 19            | у загальному переліку військової допомоги від Німеччини опублікованому 17.10.24                                                             |
| Німеччина | Primoco One                              | розвідувальний БпЛА                | 18            | у загальному переліку військової допомоги від Німеччини опублікованому 17.10.24                                                             |
| Німеччина | Hornet XR                                | розвідувальний БпЛА                | 6             | у загальному переліку військової допомоги від Німеччини опублікованому 17.10.24                                                             |
| Німеччина | Luna NG                                  | розвідувальний БпЛА                | 1             | у загальному переліку військової допомоги від Німеччини опублікованому 17.10.24                                                             |
| США | Phoenix Ghost                            | баражуючий боєприпас               | 1800+         | у загальному переліку військової допомоги від США опублікованому 01.11.24                                                                   |
| США | Switchblade 300                          | баражуючий боєприпас               | 700+          | у загальному переліку військової допомоги від США опублікованому 01.11.24                                                                   |
| США | Switchblade 600                          | баражуючий боєприпас               | 700+          | у загальному переліку військової допомоги від США опублікованому 01.11.24                                                                   |
| США | Scan Eagle (1 комплекс з 4 БпЛА)         | розвідувальний БпЛА                | 15            | у загальному переліку військової допомоги від США опублікованому 01.11.24                                                                   |
| США | RQ-20 Puma (до ракет APKWS)              | розвідувальний БпЛА                | —             | у загальному переліку військової допомоги від США опублікованому 01.11.24                                                                   |
| США | Altius 600                               | розвідувальний БпЛА                | —             | у загальному переліку військової допомоги від США опублікованому 01.11.24                                                                   |
| США | CyberLux K8                              | розвідувальний БпЛА                | —             | у загальному переліку військової допомоги від США опублікованому 01.11.24                                                                   |
| США | Hornet                                   | розвідувальний БпЛА                | —             | у загальному переліку військової допомоги від США опублікованому 01.11.24                                                                   |
| США | Jump 20                                  | розвідувальний БпЛА                | —             | у загальному переліку військової допомоги від США опублікованому 01.11.24                                                                   |
| США | Penguin                                  | розвідувальний БпЛА                | —             | у загальному переліку військової допомоги від США опублікованому 01.11.24                                                                   |
| Німеччина | Helsing                                  | баражуючий боєприпас               | 4000          | 18.11.24 стало відомо що Німеччина передасть Україні 4000 дронів від компанії Helsing                                                       |
| Україна | H10 Poseidon Mk II (1 комплекс з 3 БпЛА) | розвідувальний БпЛА                | 6             | 24.12.24 стало відомо про передачу техніки від Петра Порошенка                                                                              |
| США | Hazard                                   | розвідувальний БпЛА                | 1             | 02.01.25 стало відомо про передачу БпЛА для ГУР МО України                                                                                  |
| США | Shield AI MQ-35A V-BAT                   | розвідувальний БпЛА                | 4+            | 12.01.25 українські Сили оборони отримали на озброєння нові безпілотники V-BAT                                                              |
| Литва | розвідувальний БпЛА                      | розвідувальний БпЛА                | —             | 21.01.25 стало відомо про черговий пакет військової допомоги від Литви                                                                      |
| Фінляндія | Steel Eagle                              | ударний БпЛА                       | —             | 29.01.25 стало відомо що фінська компанія розробила для України протипіхотний дрон                                                          |
| Нова Зеландія | багатоцільовий БпЛА                      | багатоцільовий БпЛА                | —             | 23.04.25 стало відомо про постачання безпілотних надводних апаратів з Нової Зеландії                                                        |
| Нова Зеландія | розвідувальний БпЛА                      | розвідувальний БпЛА                | —             | 23.04.25 стало відомо про постачання безпілотних надводних апаратів з Нової Зеландії                                                        |
| Норвегія | GRIFF 60                                 | вантажний БпЛА                     | —             | у Норвегії для військових України виготовили вантажний дрон                                                                                 |
| 24.06.25 стало відомо що Нідерланди замовили 600 000 українських дронів для потреб Сил оборони |                                          |                                    |               | |
| | Auterion                                 | ШІ-комплект                        | 33000         | 27.07.25 стало відомо що Україна отримає 33 тисячі ШІ-комплектів для бойових дронів                                                         |
| |                                          |                                    |               | |
| БПЛА отримано | БПЛА отримано                            | БПЛА отримано                      | БПЛА отримано | 6200/6800+ |

### Заплановані постачання
| походження і назва | походження і назва   | тип                  | к-ть   | подробиці |
| ------------------ | -------------------- | -------------------- | ------ | --- |
| Канада             | Aeryon SkyRanger R70 | багатоцільовий БпЛА  | 0/800+ | 20.02.24 уряд Канади повідомив що передасть Україні у межах військової допомоги понад 800 багатоцільових безпілотних літальних комплексів |
| Франція            | Delair               | баражуючий боєприпас | 0/100  | 29.02.24 міністр оборони Франції Себастьян Лекорню повідомив що уряд Франції замовив для України 100 дронів-камікадзе у компанії Delair   |
| Нідерланди         | RQ-35 Heidrun        | розвідувальний БпЛА  | —      | 20.03.24 стало відомо що Нідерланди передадуть Україні сучасні розвідувальні безпілотники                                                 |
| Франція            | Delair               | розвідувальний БпЛА  | 0/400  | 26.03.24 видання L’Usine Nouvelle повідомило що французька компанія з виробництва БпЛА Delair надасть Україні 400 розвідувальних дронів   |
| Латвія             | БпЛА                 | БпЛА                 | —      | 04.04.24 було оголошено про постачання партії безпілотників                                                                               |
| Іспанія            | БпЛА                 | БпЛА                 | —      | 27.05.24 стало відомо про подробиці нового пакету військової допомоги від Іспанії                                                         |
| Нідерланди         | розвідувальний БпЛА  | розвідувальний БпЛА  | —      | 19.10.24 Нідерланди оголосили про передачу Україні розвідувальні БпЛА на суму €42,6 млн                                                   |
| Данія              | Astero ISR           | розвідувальний       | —      | 21.11.24 стало відомо про використання БпЛА в Україні                                                                                     |
| Німеччина          | HX-2                 | баражуючий боєприпас | 0/6000 | 02.12.24 німецька компанія Helsing представила ударний дрон HX-2 зі штучним інтелектом, який отримають Сили оборони України               |

## Трофеї[230]
| походження і назва     | походження і назва     | тип                    | к-ть | подробиці                                                  |
| ---------------------- | ---------------------- | ---------------------- | ---- | ---------------------------------------------------------- |
| Орлан-10               | Орлан-10               | розвідувальний БпЛА    | 79   | задокументовано 79 неушкоджених трофеїв станом на 20.08.24 |
| Орлан-10               | Орлан-10               | баражуючий боєприпас   | 2    | задокументовано 2 неушкоджених трофеї станом на 20.08.24   |
| Орлан-20               | Орлан-20               | розвідувальний БпЛА    | 2    | задокументовано 2 неушкоджених трофеї станом на 20.08.24   |
| Орлан-30               | Орлан-30               | розвідувальний БпЛА    | 5    | задокументовано 5 неушкоджених трофеїв станом на 20.08.24  |
| Елерон-3               | Елерон-3               | розвідувальний БпЛА    | 24   | задокументовано 24 неушкоджених трофеї станом на 20.08.24  |
| Тахіон                 | Тахіон                 | розвідувальний БпЛА    | 5    | задокументовано 5 неушкоджених трофеїв станом на 20.08.24  |
| ZALA 421-16Е           | ZALA 421-16Е           | багатоцільовий БпЛА    | 15   | задокументовано 15 неушкоджених трофеїв станом на 20.08.24 |
| ZALA 421-16ЕМ          | ZALA 421-16ЕМ          | багатоцільовий БпЛА    | 2    | задокументовано 2 неушкоджений трофеї станом на 20.08.24   |
| Ласточка-М             | Ласточка-М             | баражуючий боєприпас   | 1    | задокументовано 1 неушкоджений трофей станом на 20.08.24   |
| Supercam S150          | Supercam S150          | розвідувальний БпЛА    | 1    | задокументовано 1 неушкоджений трофей станом на 20.08.24   |
| Supercam S350          | Supercam S350          | розвідувальний БпЛА    | 11   | задокументовано 11 неушкоджений трофеїв станом на 20.08.24 |
| Елерон-Т28МЕ           | Елерон-Т28МЕ           | розвідувальний БпЛА    | 1    | помічений 16.08.22 в українських військових                |
| Гранат-4               | Гранат-4               | розвідувальний БпЛА    | 2    | задокументовано 2 неушкоджених трофеї станом на 20.08.24   |
| Грифон-12              | Грифон-12              | розвідувальний БпЛА    | 1    | задокументовано 1 неушкоджений трофей станом на 20.08.24   |
| Mohajer-6              | Mohajer-6              | розвідувальний БпЛА    | 1    | задокументовано 1 неушкоджений трофей станом на 20.08.24   |
|                        |                        |                        |      |                                                            |
| здобуто трофейних БпЛА | здобуто трофейних БпЛА | здобуто трофейних БпЛА | 138  | 138                                                        |

## Втрати[233]
| походження і назва | тип          | к-ть | подробиці                                                     |
| ------------------ | ------------ | ---- | ------------------------------------------------------------- |
| Bayraktar TB2      | ударний БпЛА | 24   | задокументовано 24 втрачених Bayraktar TB2 станом на 04.04.24 |